# Дневники одиночки
ПесниТрущобНадеждыРазбитыхСердец: Часть 1. Дневники Одиночки — четвёртый студийный альбом российской альтернативной рок-группы Психея. Является первой частью двойного альбома под общим названием «ПесниТрущобНадеждыРазбитыхСердец».

## Об альбоме
Вышел 28 ноября 2009 года в качестве интернет-релиза на сайте группы. CD-версия презентована 31 июля 2010 в городе Санкт-Петербург.
Альбом сильно отличается от предыдущих: в частности, сильно уменьшилась вокальная партия Az’а. Участники считают его новым витком в творчестве, называя «сюрреалкор» стилем этой пластинки.
Выступление с презентацией альбома в Екатеринбурге было сорвано: милиция разогнала концерт из-за песни «Убей мента», которую исполняла «Психея».

## Список композиций
| №   | Название                       | Длительность |
| --- | ------------------------------ | ------------ |
| 1.  | «Эти дни»                      | 5:55         |
| 2.  | «В лицо»                       | 6:05         |
| 3.  | «Наблюдатель за наблюдателями» | 4:40         |
| 4.  | «Очевидное зло»                | 6:31         |
| 5.  | «Север времени»                | 7:05         |
| 6.  | «Поцелуй мечты»                | 4:51         |
| 7.  | «Еретики»                      | 5:35         |
| 8.  | «Ориентир»                     | 6:50         |
| 9.  | «Увядание»                     | 6:20         |
| 10. | «Цвета индиго»                 | 4:55         |

## Клипы на песни альбома
На «программную» композицию с альбома был снят видеоклип. Работа попала в ротацию на Первый альтернативный музыкальный телеканал A-One.
| №  | Название                       | Длительность |
| -- | ------------------------------ | ------------ |
| 1. | «Наблюдатель За Наблюдателями» | 4:40         |

## Участники записи
Психея
- Дмитрий «Фео» Порубов — вокал, гитара, музыкальное программирование, перкуссия
- Андрей «AZzz» Зырянов — вокал, клавишные, музыкальное программирование
- Вячеслав Кочарин — гитара, клавишные
- Андрей «Слесарь» Оплетаев — гитара, бас
- Евгений «DJ Женя» Лурье — диджеинг
- Вячеслав «Славон» Галашин — перкуссия, барабаны

Производственный персонал
- Андрей Алякринский — звукорежиссёр
- Игорь Кармазинов — звукорежиссёр, инженер
- Максим Маслин — инженер, менеджмент
- Борис Истомин — мастеринг
- Игорь «Кита» Статных — мастеринг